# Nationwide Airlines
Nationwide Airlines war eine im Jahre 1991 gegründete südafrikanische Fluggesellschaft mit Sitz in Johannesburg. Am 29. April 2008 stellte die Fluggesellschaft ihren Flugbetrieb ein.

## Geschichte
Die Fluggesellschaft wurde 1991 von Vernon Bricknell gegründet. Ursprünglich war Nationwide eine Charterfluggesellschaft und mit Flügen in Afrika hauptsächlich für die Vereinten Nationen und das 'World Food Program' tätig. Seit 1995 existierte auch ein Inland-Liniendienst in Südafrika. Zwischenzeitlich war die Fluggesellschaft eine der drei bedeutendsten Gesellschaften Südafrikas mit einem Marktanteil von über zehn Prozent. Nationwide war außerdem Betreiber der letzten zivil genutzten BAC 1-11, die für Linienflüge eingesetzt wurde.
Am 30. November 2007 wurde Nationwide, aufgrund des Zwischenfalls am 7. November 2007, vorübergehend die Lizenz zum Betreiben einer Fluggesellschaft durch die südafrikanische Zivilluftfahrtbehörde (SA CAA) entzogen. Bis zum 7. Dezember war der Linienflugdienst komplett eingestellt. Ein Teil der Linienstrecken zwischen Johannesburg und Kapstadt sowie nach London-Gatwick wurde zunächst mit der einzigen Boeing 767 der Flotte bedient.
Nach dem schrittweisen Erhalt der Betriebsgenehmigungen in den nachfolgenden Wochen konnten die übrigen Flugzeuge der Fluggesellschaft den Liniendienst wieder nach und nach aufnehmen. Die Fluggesellschaft konnte sich jedoch nicht von den entstandenen Verlusten erholen. Daher wurde versucht, einen Teil der Gesellschaft an eine mehrheitlich im Besitz nicht-weißer Südafrikaner befindliche Beteiligungsgesellschaft zu verkaufen (englisch: Black Economic Empowerment). Dieser Verkauf scheiterte, worauf die Gesellschaft am 29. April 2008 aufgrund erheblicher Liquiditätsprobleme den Flugbetrieb freiwillig komplett einstellte.

## Ziele
Nationwide bediente vom Lanseria International Airport aus die Inlandsziele Kapstadt, Durban, George und Kruger/Nelspruit; sowie Livingstone in Sambia und den Flughafen London-Gatwick. Weiterhin gab es eine Verbindung von Durban nach Kapstadt über Port Elizabeth.

## Flotte
(Stand: Dezember 2007)
- 03 Boeing 727-200
- 11 Boeing 737-200 (eine Maschine in Lanseria stillgelegt)
- 02 Boeing 737-500
- 01 Boeing 767-300ER

## Zwischenfälle
Am 7. November 2007 verlor eine Boeing 737-200 mit 106 Passagieren an Board auf dem Inlandsflug CE723 von Kapstadt nach Johannesburg beim Start das rechte Triebwerk. Wegen Nachlässigkeiten bei der Wartung waren Ermüdungsrisse an den Triebwerksaufhängungen unentdeckt geblieben, so daß zuerst der hintere, und dann der vordere Haltebolzen abriss, und das Triebwerk kurz nach dem Abheben auf die Startbahn stürzte. Trotz dieser Beschädigung zeigten sich keine größeren Beeinträchtigungen beim Flugverhalten, so daß die Rettungsmannschaften die Startbahn von den Trümmern befreien, und für eine etwaige Notlandung vorbereiten konnten, während der  Pilot mit dem verbleibenden Triebwerk über dem Flughafen kreiste. Anschließend erfolgte eine - unter diesen Umständen - relativ normale Landung ohne nennenswerte Probleme.  Passagiere und Crew blieben vollkommen unverletzt und verließen die Maschine über die normalen Ausgänge. Dennoch wurde das Flugzeug anschließend verschrottet.